# Coccocypselum anomalum
Coccocypselum anomalum är en måreväxtart som beskrevs av Karl Moritz Schumann. Coccocypselum anomalum ingår i släktet Coccocypselum och familjen måreväxter. Inga underarter finns listade i Catalogue of Life.